# Grote Prijs Jef Scherens 1994
Il Grote Prijs Jef Scherens 1994, ventottesima edizione della corsa, si svolse il 4 settembre 1994 su un percorso di 173 km, con partenza e arrivo a Lovanio. Fu vinto dall'italiano Mauro Bettin della MG Boys Maglificio-Technogym davanti al belga Johan Verstrepen e all'olandese Jans Koerts.

## Ordine d'arrivo (Top 10)
| Pos. | Corridore         | Squadra                        | Tempo    |
| ---- | ----------------- | ------------------------------ | -------- |
| 1    | Mauro Bettin      | MG Boys Maglificio-Technogym   | 4h28'14" |
| 2    | Johan Verstrepen  | Collstrop-Willy Naessens       |          |
| 3    | Jans Koerts       | Festina-Lotus                  |          |
| 4    | Peter Wuyts       | Saxon-Selle Italia             |          |
| 5    | Jesper Skibby     | TVM-Bison Kit                  |          |
| 6    | Wilfried Nelissen | Novemail-Histor-Laser Computer |          |
| 7    | Carlo Bomans      | MG Boys Maglificio-Technogym   |          |
| 8    | Wilfried Peeters  | MG Boys Maglificio-Technogym   |          |
| 9    | Jacques Jolidon   | Saxon-Selle Italia             |          |
| 10   | Jo Planckaert     | Novemail-Histor-Laser Computer |          |